# Maraña (kommunhuvudort)
Maraña är en kommunhuvudort i Spanien.   Den ligger i provinsen Provincia de León och regionen Kastilien och Leon, i den norra delen av landet, 300 km norr om huvudstaden Madrid. Maraña ligger 1 247 meter över havet och antalet invånare är 164.
Terrängen runt Maraña är kuperad.Runt Maraña är det mycket glesbefolkat, med 4 invånare per kvadratkilometer. Närmaste större samhälle är Puebla de Lillo, 9,2 km sydväst om Maraña. Trakten runt Maraña består i huvudsak av gräsmarker.